# جاده لابیکانا

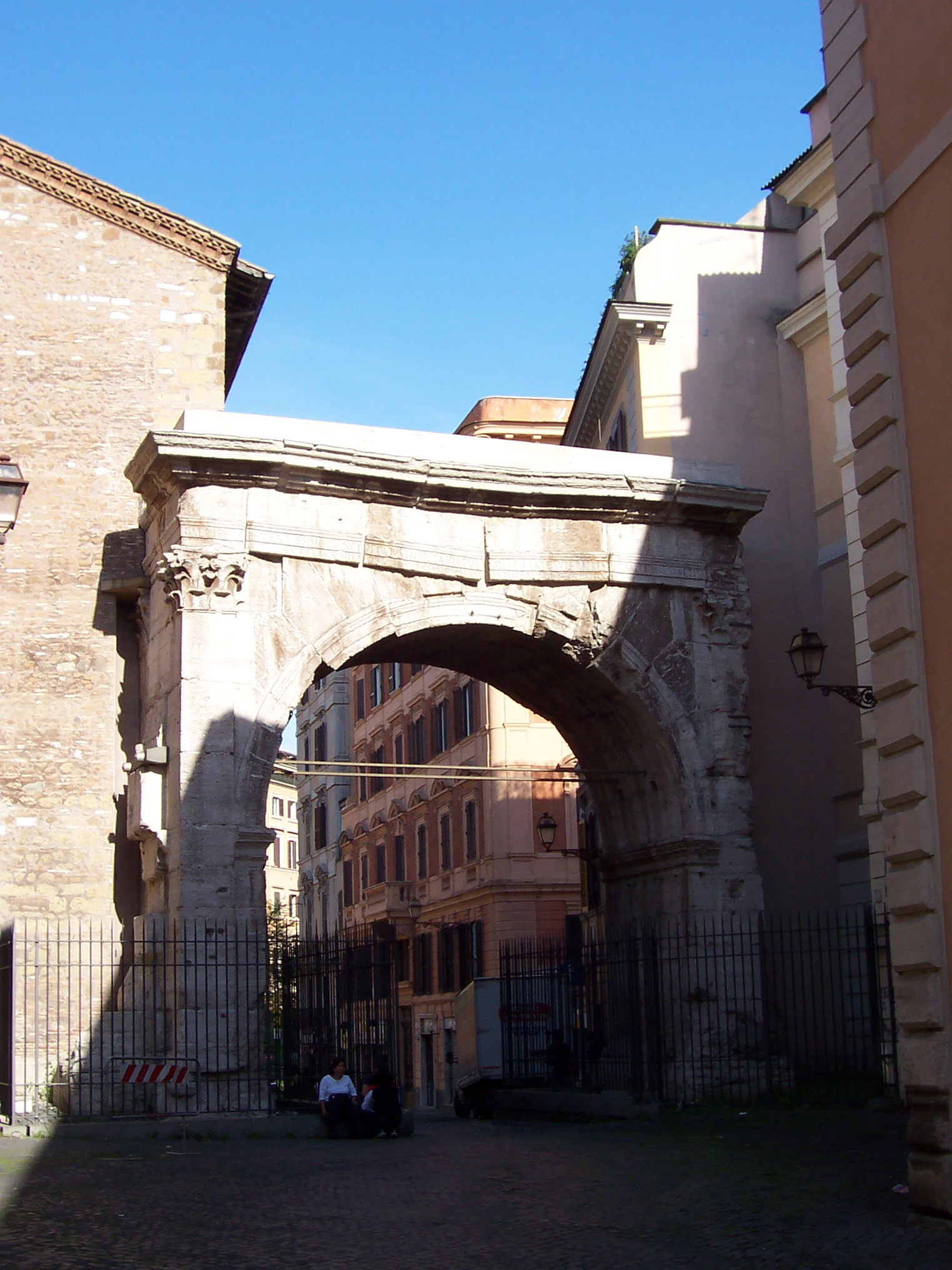
طاق گالینوس همان پورتا اسکویلیتای کهن در دیوارهای سروین بود. این نقطه، آغاز بخش اینتراموئِنیا از جادهٔ لابیکانا بود.

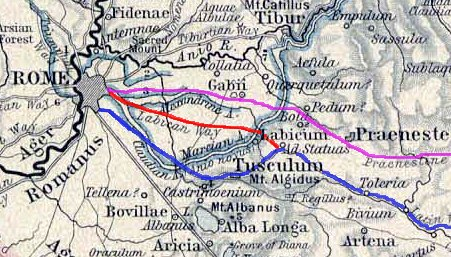
جادهٔ لابیکانا (نمایش‌داده‌شده با رنگ قرمز)

جاده لابیکانا (انگلیسی: Via Labicana) یکی از جاده‌های رومی در ایتالیا بود که از رم به‌سمت شرق-جنوب‌شرقی امتداد می‌یافت. مسیر این جاده پس از نخستین شش مایل خروج از رم، با هیچ‌یک از جاده‌های امروزی هم‌راستا نیست، اما می‌توان آن را به‌روشنی از روی بقایای سنگ‌فرش‌ها و ساختمان‌ها پی‌گرفت. به‌نظر می‌رسد که این جاده در آغاز به توسکولوم می‌رسیده، سپس به لابیکی گسترش یافته، و در ادامه به جاده‌ای برای عبور و مرور سراسری تبدیل شده است. از آن‌جا که این جاده مسیر ترجیحی به‌سوی جنوب‌شرقی بود، ممکن است که حتی جایگزین جادهٔ لاتینا شده باشد. قلهٔ جادهٔ لابیکانا درست در غرب گردنهٔ کوه آلگیدوس قرار دارد و در مقایسه، حدود ۲۲ متر (۷۲ فوت) شیب کمتری دارد. از نقطهٔ اتصال مجدد این دو جاده به بعد، احتمالاً مسیر با نام جادهٔ لاتینا شناخته می‌شده نه جادهٔ لابیکانا.
جادهٔ لابیکانا از طریق دروازهٔ باستانی پورتا پرائنستینا در دیوارهای اولیان وارد رم می‌شد و پس از گذر از بخش درونی شهر، به دیوارهای سروین می‌رسید و از طریق پورتا اسکویلیتا که با طاق گالینوس آراسته شده بود، وارد می‌گردید. بخش نزدیک به رم این جاده امروزه به‌نام «جادهٔ کازیلینا» شناخته می‌شود. بقایای مقبرهٔ خانواده هاتریی در امتداد همین مسیر قرار دارد. تندیسی از آگوستوس در نقش پونتیفکس ماکسیموس که در ویلایی متعلق به لیویا دروسیلا در همین مسیر یافته شده، با عنوان «گونهٔ جادهٔ لابیکانا» شناخته می‌شود و امروزه در موزه ملی روم نگهداری می‌شود. امپراتور روم دیدیوس ژولیانوس پس از اعدام در سال ۱۹۳ میلادی، در نقطهٔ پنجم این جاده به خاک سپرده شد.
کلیسای کهن Santi Marcellino e Pietro al Laterano در محل تقاطع این جاده با جادهٔ مرولانا ساخته شد، در نزدیکی دخمه‌هایی که پیکرهای سن مارسلینو و سن پیترو در آن‌ها یافت شده بودند.